# 별코두더지
별코두더지(Condylura cristata)는 캐나다 동부와 미국 북동부의 습윤 저지대 지역에서 발견되는 두더지의 일종이다. 조지아주 남동부 끝단부터 대서양 해안을 따라 발견된다. 별코두더지족(Condylurini), 별코두더지속(Condylura)에 속하는 유일종이다.